# Acacia semitrullata
Acacia semitrullata är en ärtväxtart som beskrevs av Bruce R. Maslin. Acacia semitrullata ingår i släktet akacior, och familjen ärtväxter. Inga underarter finns listade i Catalogue of Life.